# 深谷観光バス

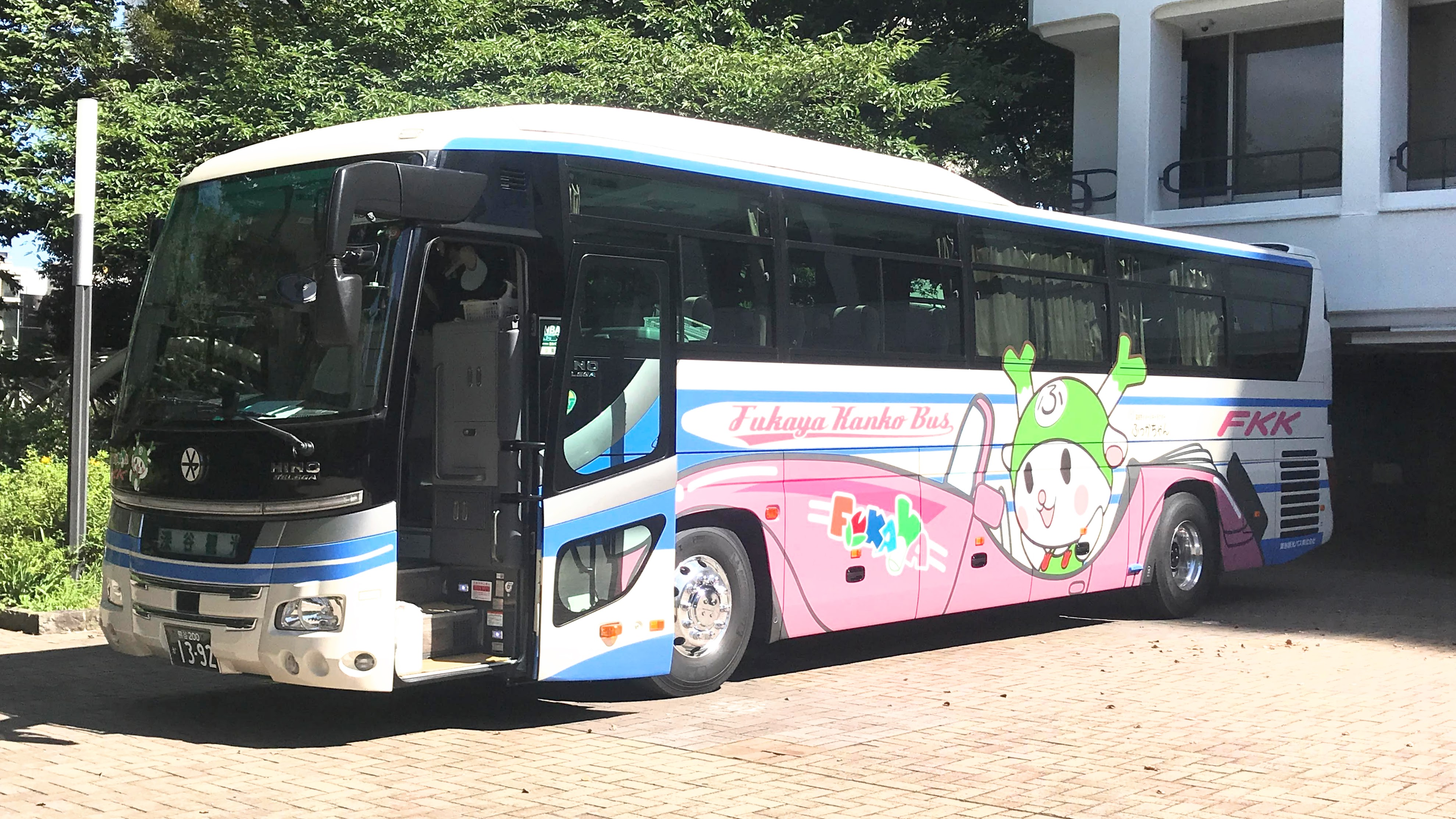
ふっかちゃんがデザインされた観光仕様の車両

深谷観光バス株式会社（ふかやかんこうバス）は、埼玉県深谷市に本社を置くバス事業者である。貸切バス事業と特定バス事業を行ってきたが、2020年4月からは乗合バス事業にも参入した。

## 概要
1962年（昭和37年）に旧深谷町町会議員や地元有志から出資を募り、株式会社として設立された。そうした設立経緯から、公共交通機関の乏しい当地にあって地域住民の利便性を高めるべく、公共的責任を担うことを会社運営の理念としている。埼玉県バス協会、全国旅行業協会、埼玉旅行業協会会員。
埼玉県深谷市に営業所を設けて貸切バス事業を行っている。貸切バスの営業区域は埼玉県全域と群馬県伊勢崎市・太田市である。
また旅行業も営み、ツアーの企画や手配、航空券やホテル予約などの取り扱いも手がける。

## 路線バス

### 籠原駅-深谷日赤病院線
- KN1 籠原駅南口 - ARIO深谷 - 東都大学2号館 - 深谷日赤
- KN2 [急行] 籠原駅南口 - ARIO深谷 - 東都大学2号館 - 深谷日赤（籠原駅 - ARIO深谷間ノンストップ） ※平日のみ。朝駅発、夕日赤発
- KN3 籠原駅南口 - ARIO深谷 - 東都大学2号館　※平日夜および土休日日中の一部便
Suica・PASMOなどの交通系ICカードは利用不可。PayPayが利用可能だが200円均一運賃のみ対応で、各種割引は対応不可。

### 深谷北-籠原北路線
（2024年12月1日運行開始）
- 深谷大里看護専門学校 - 深谷駅北口間
  - FK1 深谷大里看護専門学校 → 深谷郵便局前 → 深谷駅北口
  - FK2 深谷大里看護専門学校 ← モリタネグリーン前 ← 深谷郵便局前 ← 深谷駅北口

深谷大里看護専門学校付近の折り返し経路の関係でモリタネグリーン前は専門学校行きのみ経由する。そのため、両方向で系統番号が異なっている。
- 深谷駅北口 - 深谷日赤間
  - FK3 深谷駅北口 → 深谷市役所南 → 深谷商業高校前 → 深谷第一高校前 → 国済寺町 → 深谷日赤
  - FK4 深谷駅北口 ← 深谷市役所南 ← 深谷商業高校前 ← 深谷第一高校前 ← 国済寺町 ← ARIO深谷 ← 深谷日赤
  - FK8 ［急行］深谷駅北口  - 深谷日赤（直行） ※ 平日1往復のみ

深谷日赤付近の折り返し経路の関係でARIO深谷は深谷駅行きのみ経由する。そのため、両方向で系統番号が異なっている。
急行は、FK3・4の経路とは関係なく、最短経路で深谷駅と日赤とを直通する[3]。
- 深谷日赤 - 籠原駅北口間
  - FK5 深谷日赤 → ARIO深谷 → 国済寺町 → JA幡羅 → 東方鈴木屋 → 籠原駅北口
  - FK6 深谷日赤 ← 国済寺町 ← JA幡羅 ← 東方鈴木屋 ← 籠原駅北口

深谷日赤付近の折り返し経路の関係でARIO深谷は籠原駅行きのみ経由する。そのため、両方向で系統番号が異なっている。
- 深谷駅北口 - 籠原駅北口間
  - FK7 深谷駅北口 - 深谷市役所南 - 深谷商業高校前 - 深谷第一高校前 - JA幡羅 - 東方鈴木屋 - 籠原駅北口

両駅共に公共ロータリーで折り返して、経路違いは生じないため、両方向で系統番号は共通。

※ 系統は独立しているが、ダイヤ上直通運転している便がある（例：FK6→FK4→FK2：籠原駅北口発深谷日赤経由深谷大里看護専門学校行き）。

### 深谷市くるリン
- 定時定路線バス【北部シャトル＋周遊便】
  - 深谷駅→渋沢栄一記念館→旧渋沢邸「中の家」→ホフマン輪窯→深谷大里看護専門学校→渋沢栄一記念館→旧渋沢邸「中の家」→ホフマン輪窯→深谷大里看護専門学校→深谷駅（周遊）
  - 深谷駅 - 渋沢栄一記念館 - 旧渋沢邸「中の家」（折り返し運転）
  - 深谷駅 - ホフマン輪窯 - 深谷大里看護専門学校（折り返し運転）

周遊便は、埼玉工業大学との連携による自動運転を実施。

### 熊谷市ゆうゆうバス
（2025年10月1日より一旦2026年9月30日まで運行を担当予定）
- 第8系統 ひまわり号 熊谷駅南口 - 大里行政センター - 長島記念館

### 路線バス参入の背景
籠原駅南口 - 深谷日赤
国際十王交通が、2004年3月から2018年9月末まで、当該区間でバス路線を保有していたが、採算が取れず、深谷市・熊谷市としても補助金を交付して存続を図る対象とは判断しなかったため撤退した。熊谷市は2018年10月より代替として既存のコミュニティバス「ゆうゆうバス」増発などの対応も行ったが、コミュニティバスであることから基本的に市境を跨がず、また運行本数にも限界があり、車両も小型であることから、地元からは混雑緩和等を求める声が上がっていた。
深谷観光バスでは、元々東都大学のスクールバスを受託しており、その置き換えも含む形で2020年4月より運行を開始した。
深谷市や熊谷市が国際十王交通の撤退に合わせて運行を委託した路線ではなく新規参入のため、廃止代替バスやコミュニティバスには該当せず、両市から補助金等の交付予定もない。
深谷北路線
深谷駅北口-籠原駅北口間を、こちらもかつて国際十王交通が運行し、2020年3月31日付で撤退した路線（こちらは、昭和の時代から東武バスによって運行されていた歴史があり、沿線住民にも馴染みのある路線。 FK7系統はほぼ完全に経路・停留所を再現）がベースとなっており、そこを基点として、各種課題を整理の上、深谷大里看護専門学校のスクールバスも取り込んで経路を延長する形で深谷観光バス・深谷市・深谷大里福祉専門学校の共創事業として企画され、国の地域公共交通保維持改善事業費補助金（共創・MaaS実証プロジェクト）に応募・採択され、同補助金を活用する形で運行される。
補助金の交付は受けるものの、こちらも廃止代替バスには相当しないが、深谷市の案内によれば、「復活」「代替バス」と表現されている。
熊谷市ゆうゆうバスひまわり号
北斗交通が長年受託していたが、2025年10月1日更新に向けて運行協定更新の公開プロポーザル募集に同社含め一切応募が無い状態が4回に渡り発生。熊谷市は熊谷市地域公共交通会議参加バス事業者の中から条件を満たし運行ができる事業者として、深谷観光バスが指定され、一旦1年間運行を担当することとなった。

## 契約輸送

### スクールバス
- 東都大学のスクールバス運行を受託している（うち籠原駅発着は、前述の一般路線バスに移行）。
- 埼玉県立妻沼高等学校のスクールバス運行を受託している。

### 送迎バス
- 岡部駅、寄居駅からボートピア岡部の無料送迎バスを受託運行している。
- 深谷駅からアリオ深谷へのシャトルバスも受託運行している。

## 車両
貸切バスの車両には、深谷市のキャラクター「ふっかちゃん」がデザインされた車両も在籍する。
路線バスの車両として、日野・ブルーリボンIIノンステップバス(みつばバスパートナーズからの移籍車)が1台配置されている。